# Seznam argentinskih politikov
Seznam argentinskih politikov.

## A
- Juan Manuel Abal Medina
- Juan Bautista Alberdi
- Leandro Alem
- Raúl Alfonsín
- Carlos María de Alvear
- Mercedes Aragonés de Juárez
- Pedro Eugenio Aramburu
- Jorge Argüello
- Alfredo Néstor Atanasof
- Nicolás Avellaneda

## B
- Ricardo Balbín
- Eduardo Bauzá
- Manuel Belgrano
- Amado Boudou
- Tamara Bunke

## C
- Santiago Cafiero
- Eduardo Oscar Camaño
- Miguel Cané
- Jorge Milton Capitanich
- Dante Caputo
- Domingo Cavallo
- Julio Cobos
- Chrystian Gabriel Colombo

## D
- Eduardo Duhalde

## F
- Alberto Fernández
- Aníbal Domingo Fernández
- Arturo Frondizi

## G
- Leopoldo Galtieri
- Ernesto 'Che' Guevara
- Rubén Giustiniani

## I
- Arturo Umberto Illia

## J
- Juan B. Justo
- Alicia Moreau de Justo

## K
- Cristina Fernández de Kirchner
- Néstor Kirchner (Néstor Carlos Kirchner Ostoić)

## L
- Carlos Saavedra Lamas
- Pablo Lanusse

## M
- Mauricio Macri
- Carlos Alfredo Magariños
- Eduardo Alberto Duhalde Maldonado
- Sergio Tomás Massa
- Carlos Menem
- Gabriela Michetti
- Javier Milei
- Bartolomé Mitre
- Diana Mondino
- Darío A. Moreno

## P
- Alfredo Palacios
- Carlos Pellegrini
- Marcos Peña
- Juan Domingo Perón
- Ev(it)a Perón (María Eva Duarte de Perón)
- Isabel Perón (María Estela Martínez de Perón)
- Federico Pinedo
- Juan Pistarini
- Abel Posse
- Nicolás José Posse
- Raúl Prebisch (ekonomist, izvršni direktor UNCTAD)
- Juan Pueyrredon

## R
- Bernardino Rivadavia
- Adolfo Rodríguez Saá Páez Montero
- Jorge Alberto Rodríguez
- Isaac Rojas
- Juan Manuel de Rosas
- Agustín Oscar "Chivo" Rossi
- Fernando de la Rúa

## S
- Cornelio Saavedra
- José de San Martín
- Matías Sánchez Sorondo
- Mario Roberto Santucho
- Domingo Faustino Sarmiento
- Humberto Luis Schiavoni
- Jorge Enea Spilimbergo

## T
- Rodolfo Héctor Terragno

## U
- Manuel Ugarte (diplomat)

## V
- Jorge Videla

## Y
- Hipólito Yrigoyen